# Scorpaena
Pour les articles homonymes, voir Scorpène.
Genre
Scorpaena est un genre de poissons de la famille des Scorpaenidae, communément appelés « rascasses ».

## Espèces
Selon FishBase (21 mars 2014) :

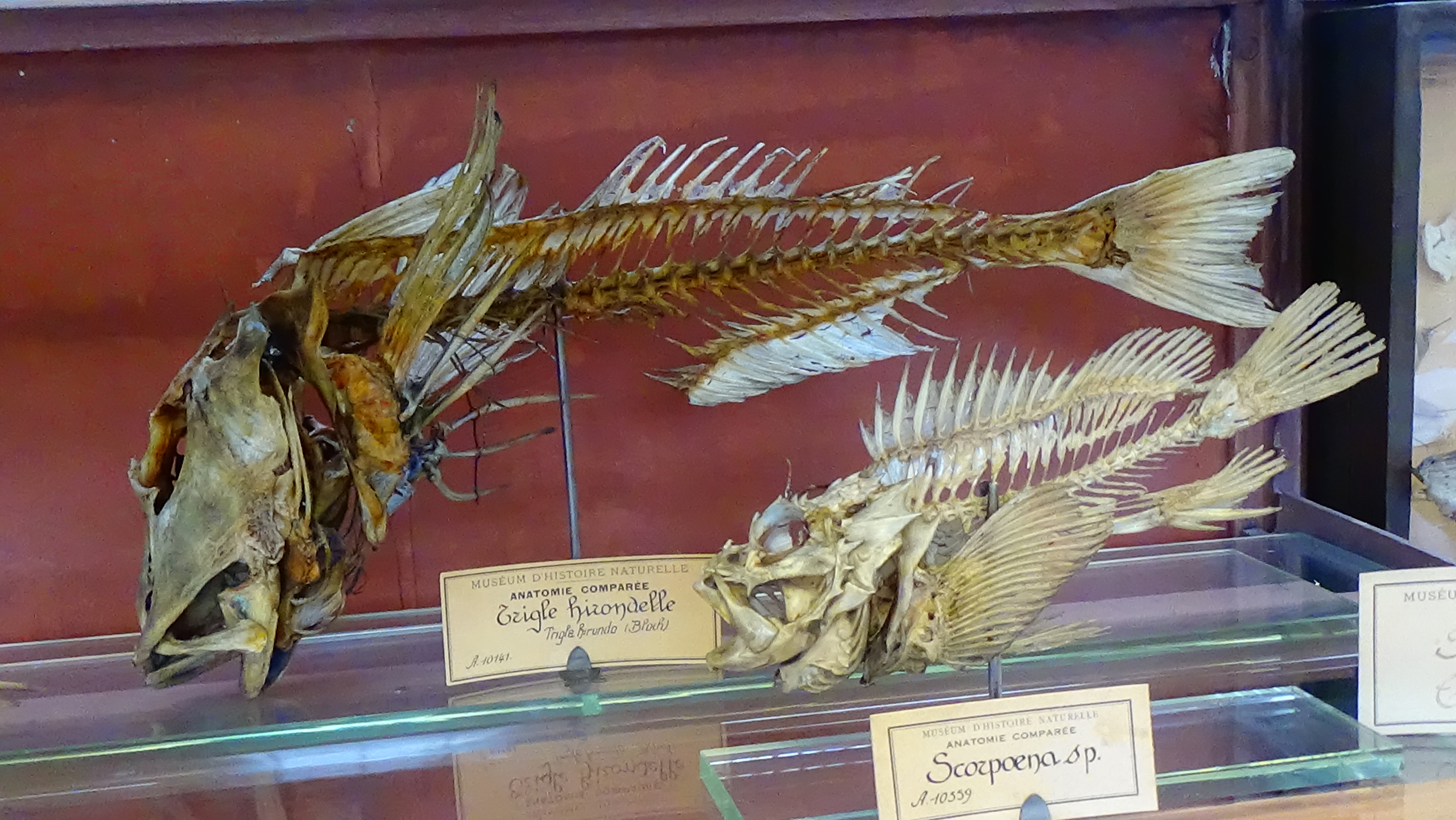
Scorpaena sp - squelettes mnhn Paris

- Scorpaena afuerae Hildebrand, 1946.
- Scorpaena agassizii Goode & Bean, 1896.
- Scorpaena albifimbria Evermann & Marsh, 1900.
- Scorpaena angolensis Norman, 1935.
- Scorpaena annobonae Eschmeyer, 1969.
- Scorpaena ascensionis Eschmeyer, 1971.
- Scorpaena azorica Eschmeyer, 1969.
- Scorpaena ballieui Sauvage in Vaillant & Sauvage, 1875.
- Scorpaena bandanensis Bleeker.
- Scorpaena bergii Evermann & Marsh, 1900.
- Scorpaena brachyptera Eschmeyer, 1965.
- Scorpaena brasiliensis Cuvier in Cuvier & Valenciennes, 1829.
- Scorpaena bynoensis Richardson.
- Scorpaena calcarata Goode & Bean, 1882.
- Scorpaena canariensis (Sauvage, 1878).
- Scorpaena cardinalis Solander & Richardson in Richardson, 1842.
- Scorpaena colorata (Gilbert, 1905).
- Scorpaena cookii Günther, 1874.
- Scorpaena cruenta Richardson.
- Scorpaena dispar Longley & Hildebrand, 1940.
- Scorpaena elachys Eschmeyer, 1965.
- Scorpaena elongata Cadenat, 1943.
- Scorpaena fernandeziana Steindachner, 1875.
- Scorpaena galactacma.
- Scorpaena gibbifrons Fowler, 1938.
- Scorpaena grandicornis Cuvier in Cuvier & Valenciennes, 1829.
- Scorpaena grandisquamis Ogilby, 1910.
- Scorpaena guttata Girard, 1854. - rascasse californienne
- Scorpaena hatizyoensis Matsubara, 1943.
- Scorpaena hemilepidota Fowler, 1938.
- Scorpaena histrio Jenyns, 1840.
- Scorpaena inermis Cuvier in Cuvier & Valenciennes, 1829.
- Scorpaena isthmensis Meek & Hildebrand, 1928.
- Scorpaena izensis Jordan & Starks, 1904.
- Scorpaena laevis Troschel, 1866.
- Scorpaena loppei Cadenat, 1943.
- Scorpaena maderensis Valenciennes in Cuvier & Valenciennes, 1833.
- Scorpaena melasma Eschmeyer, 1965.
- Scorpaena mellissii Günther, 1868.
- Scorpaena miostoma Günther, 1877.
- Scorpaena moultoni Whitley, 1961.
- Scorpaena mystes Jordan & Starks in Jordan, 1895.
- Scorpaena natalensis Regan.
- Scorpaena neglecta Temminck & Schlegel, 1843.
- Scorpaena normani Cadenat, 1943.
- Scorpaena notata Rafinesque, 1810.
- Scorpaena onaria Jordan & Snyder, 1900.
- Scorpaena orgila Eschmeyer & Allen, 1971.
- Scorpaena papillosa (Schneider & Forster in Bloch & Schneider, 1801).
- Scorpaena pascuensis Eschmeyer & Allen, 1971.
- Scorpaena pele Eschmeyer & Randall, 1975.
- Scorpaena petricola Eschmeyer, 1965.
- Scorpaena plumieri Bloch, 1789.
- Scorpaena porcus Linnaeus, 1758 rascasse brune, pique fort.
- Scorpaena russula Jordan & Bollman, 1890.
- Scorpaena scrofa Linnaeus, 1758.
- Scorpaena sonorae Jenkins & Evermann, 1889.
- Scorpaena stephanica Cadenat, 1943.
- Scorpaena sumptuosa Castelnau, 1875.
- Scorpaena thomsoni Günther, 1880.
- Scorpaena tierrae Hildebrand, 1946.
- Scorpaena tridecimspinosa.
- Scorpaena uncinata de Buen, 1961.

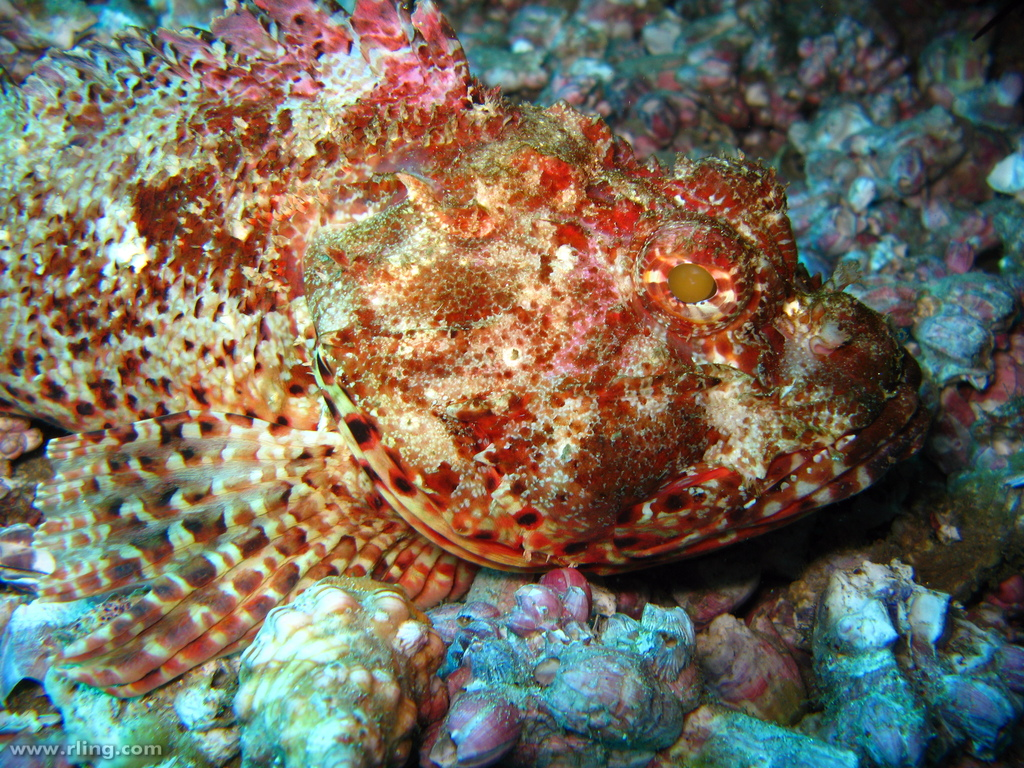
Scorpaena jacksoniensis
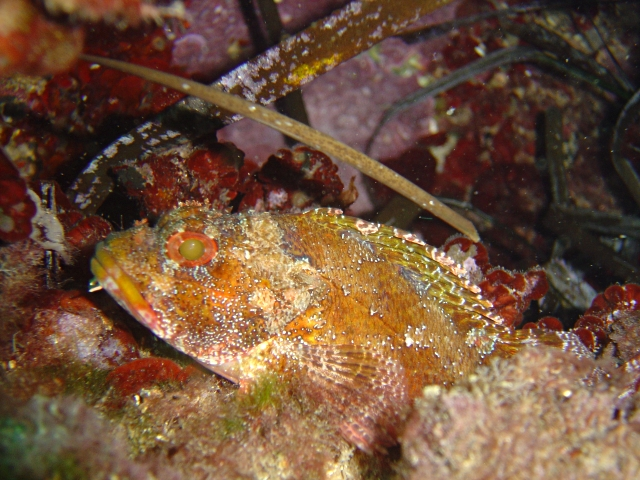
Scorpaena elongata
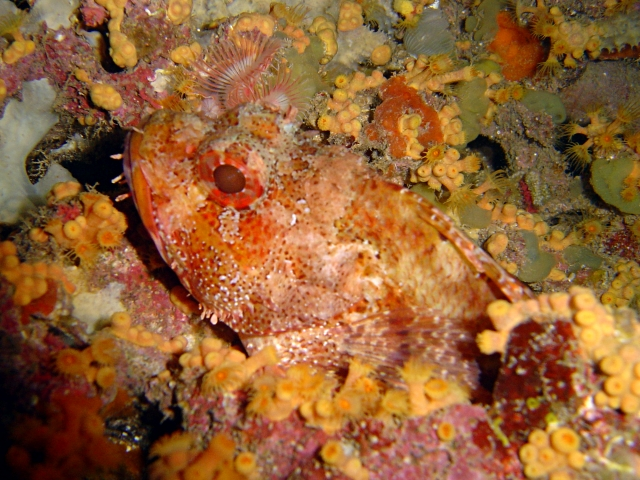
Scorpaena loppei
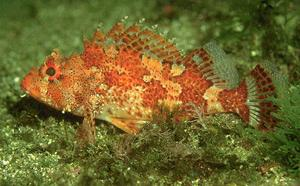
Scorpaena maderensis
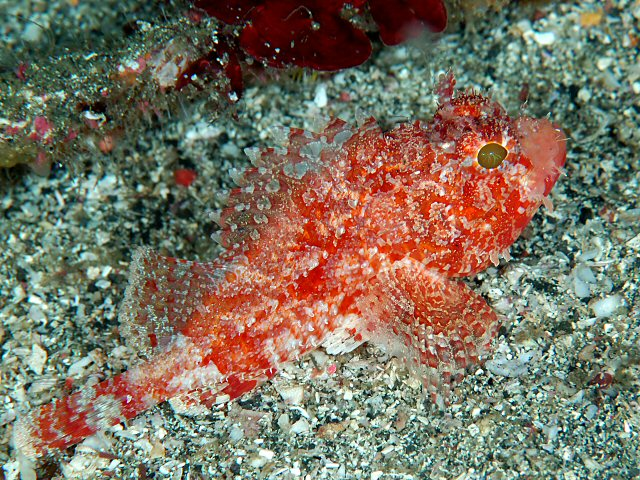
Scorpaena miostoma
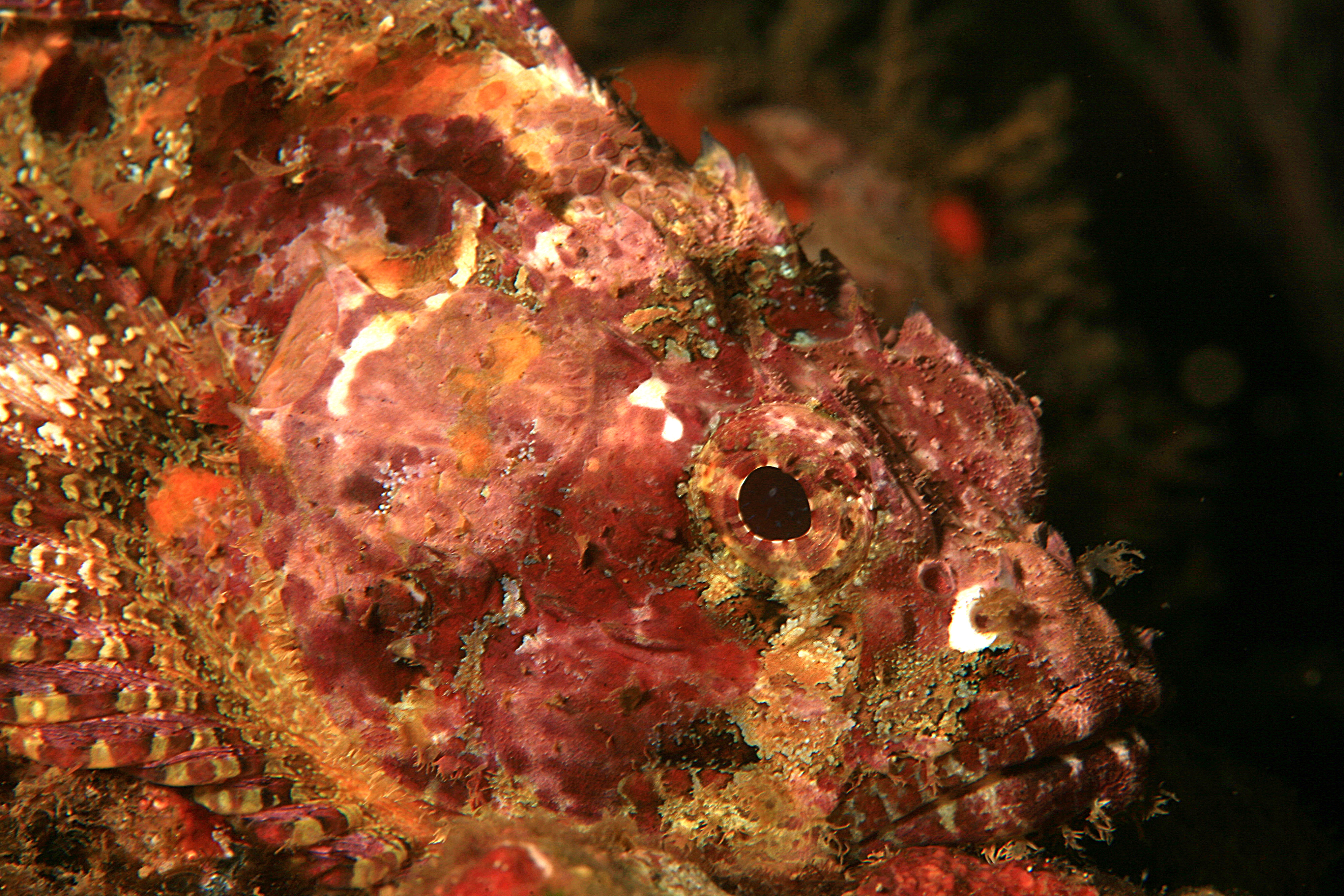
Scorpaena mystes
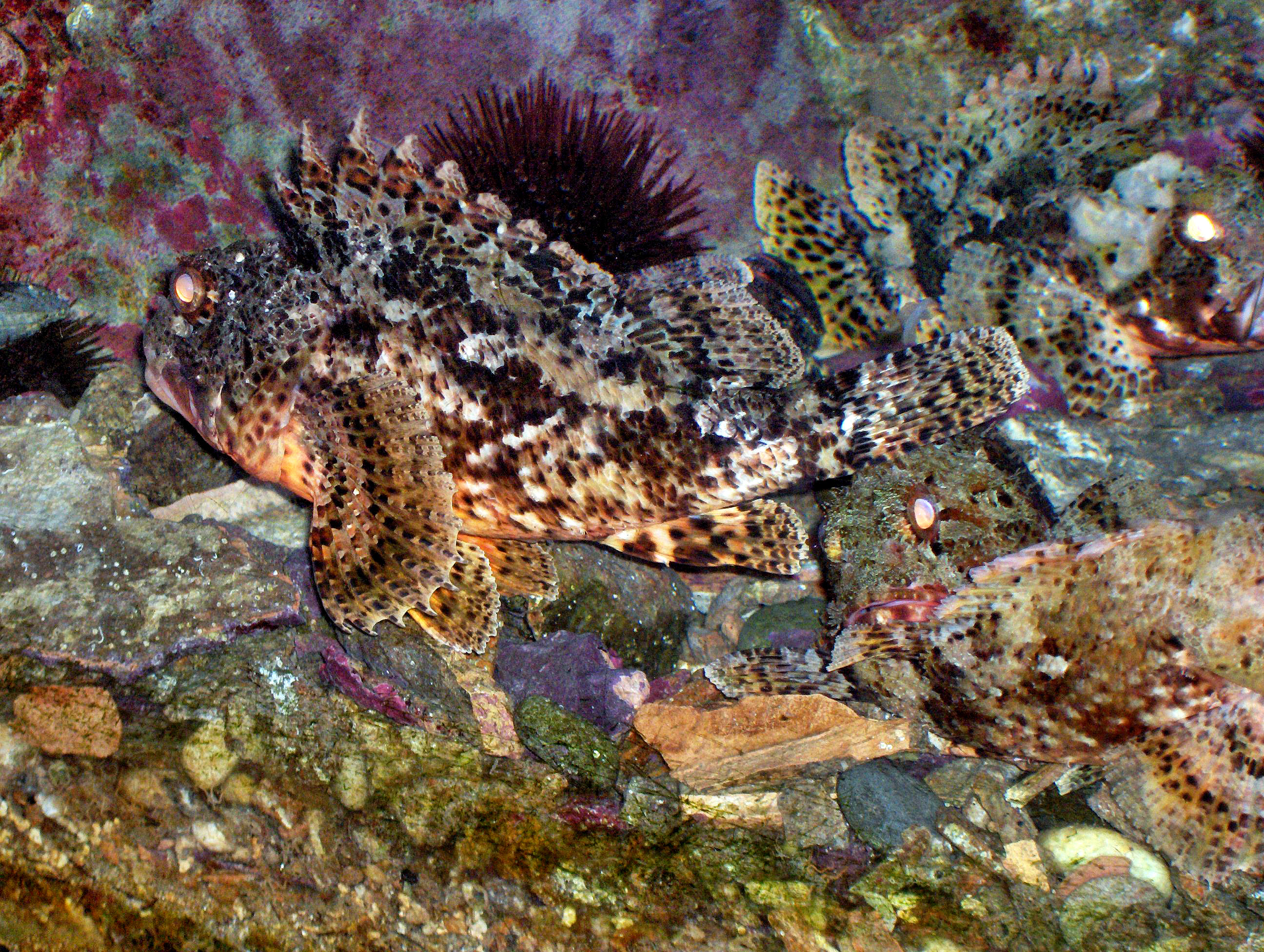
Scorpaena notata
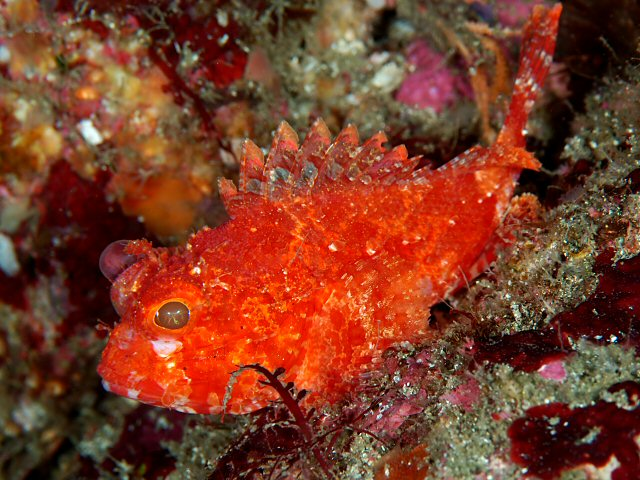
Scorpaena onaria
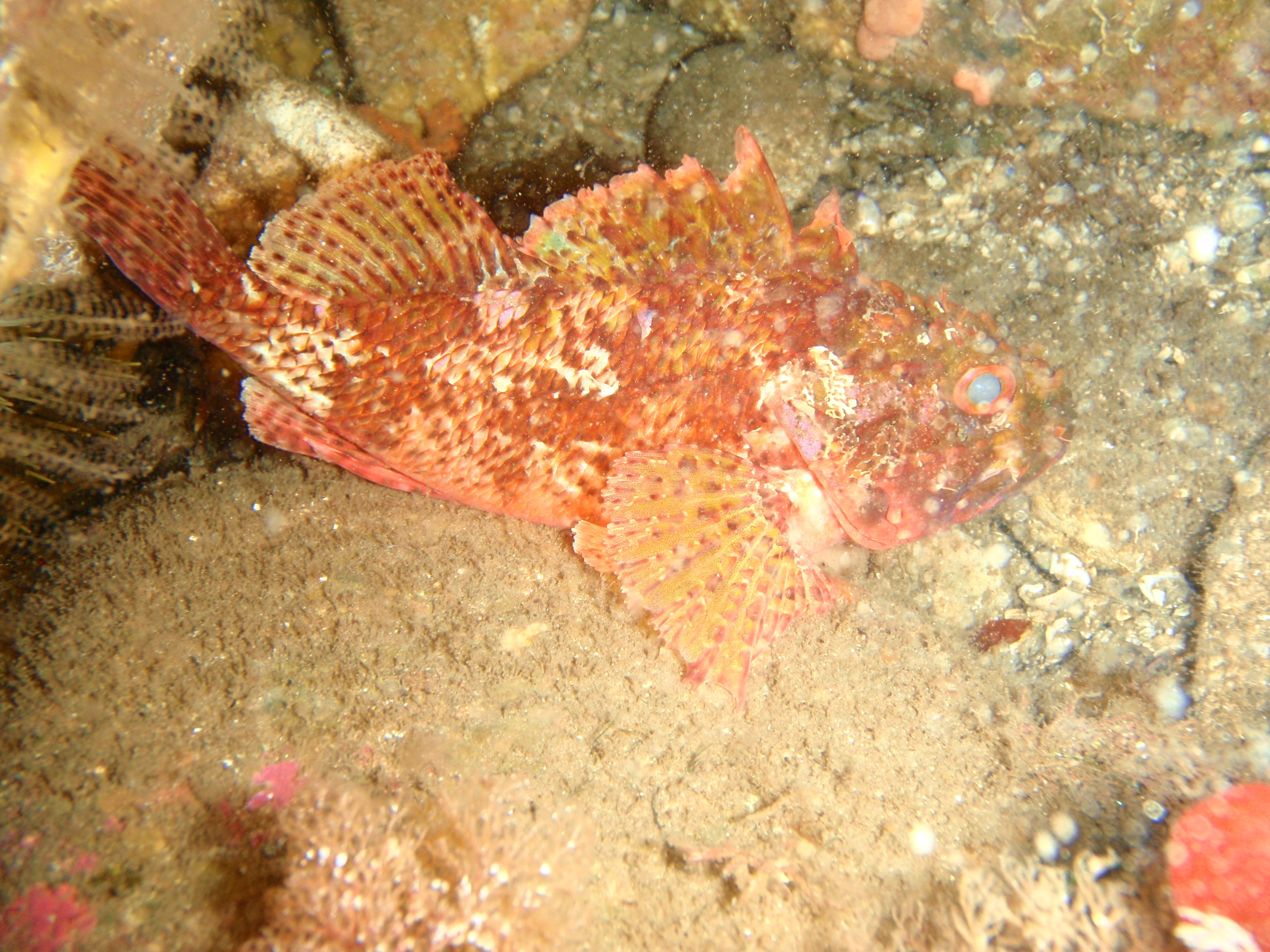
Scorpaena papillosa
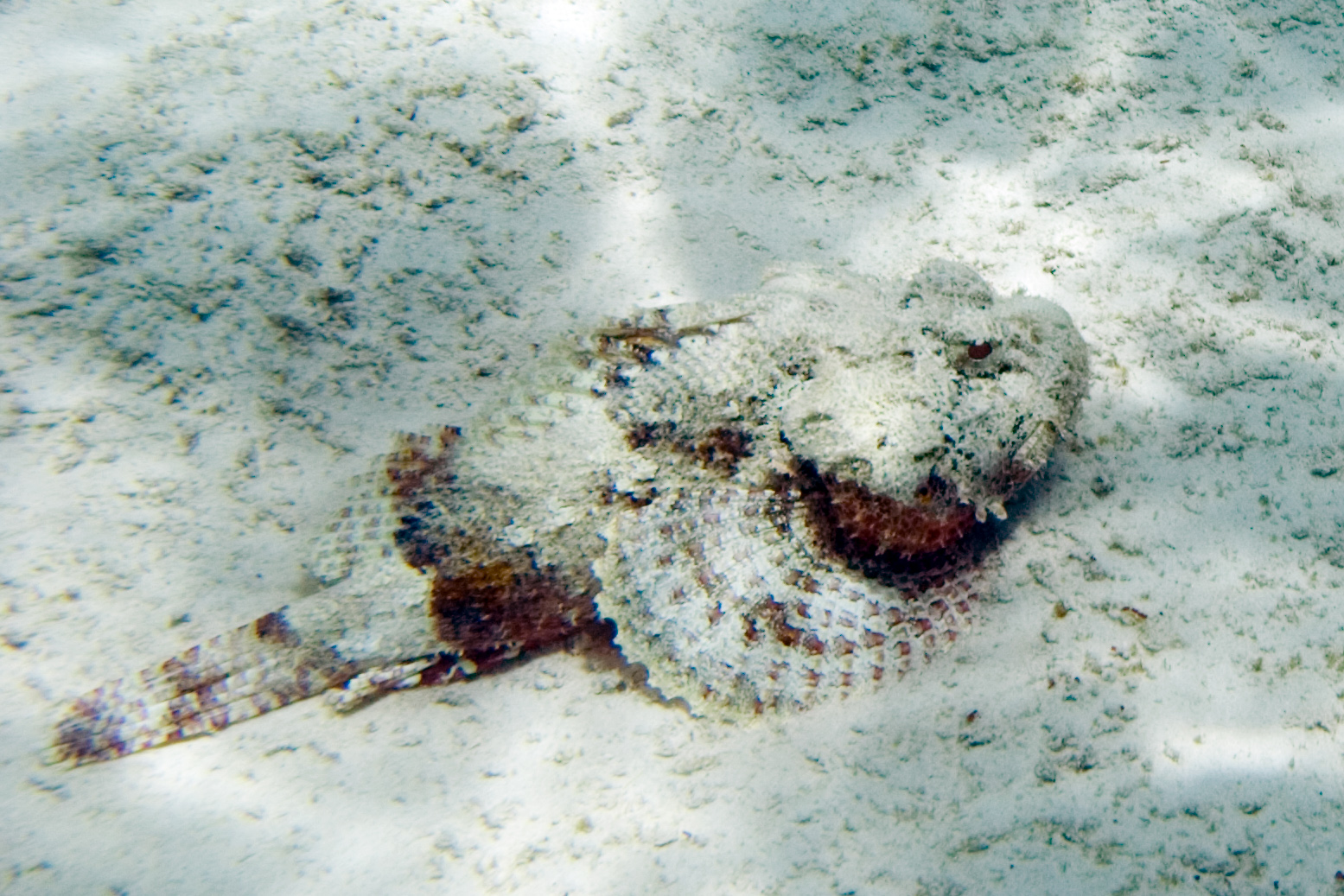
Scorpaena plumieri
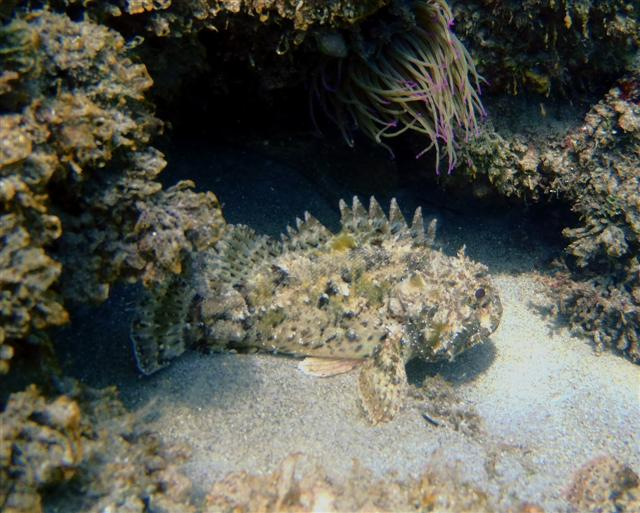
Scorpaena porcus
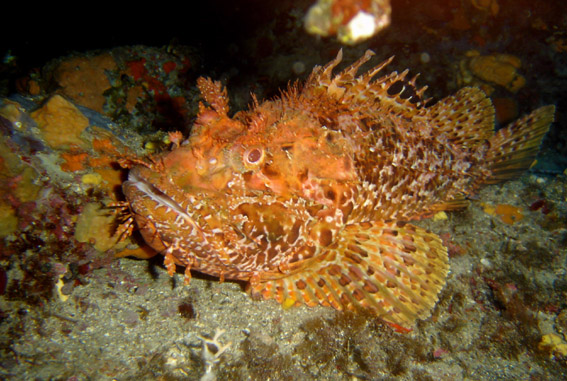
Scorpaena scrofa